# Tanndorf (Colditz)
Tanndorf ist seit 2011 ein Ortsteil der Stadt Colditz am rechten Ufer der Freiberger Mulde im Landkreis Leipzig in Sachsen. Zuvor war der Ort ein Ortsteil von Zschadraß.

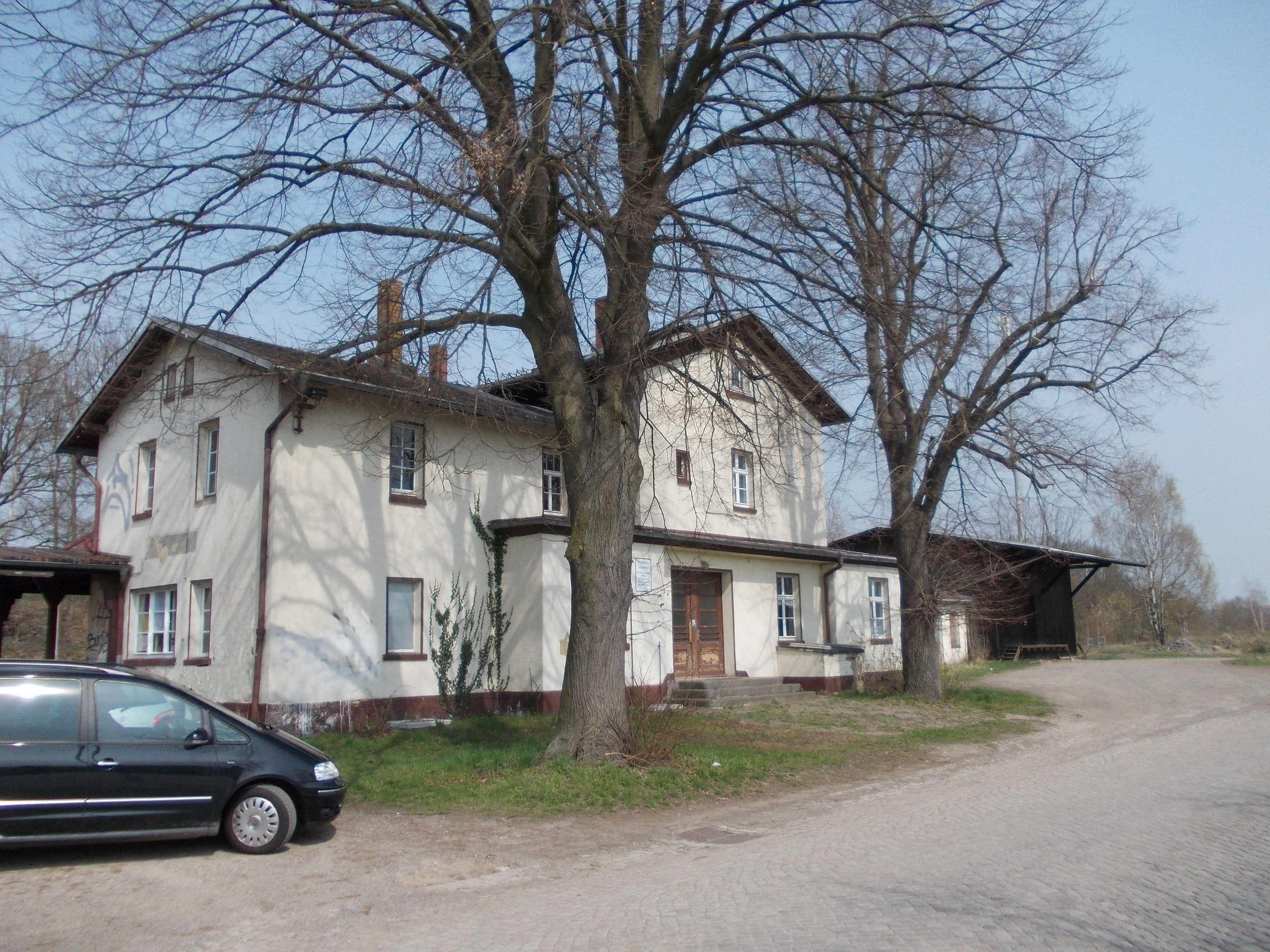
Bahnhof in Tanndorf

## Lage und Erreichbarkeit
Tanndorf liegt ca. 10 km nordöstlich der Stadt Colditz und ist über die B 107 und die K8340 zu erreichen. Die Bahnlinie Leipzig-Döbeln hat einen Haltepunkt in Tanndorf, das zum Tarifgebiet des Mitteldeutschen Verkehrsverbundes (MDV) gehört.

## Geschichte
Als Siedlung wurde Tanndorf erstmals 1340 unter dem Namen Thamendorfh in Urkunden erwähnt. Mit seinen 170 Einwohnern zählt Tanndorf zu den mittelgroßen Ortsteilen der Stadt Colditz.
Am 1. Januar 1952 wurden die bis dahin eigenständigen Gemeinden Erlln und Podelwitz eingegliedert.

## Persönlichkeiten
- Friedrich Kurth (1911–1988), Bauingenieur, Professor für Stahlbau, Rektor der Technischen Hochschule Magdeburg
- Undine Kurth (* 1951), Politikerin